# I Čche-rin
I Čche-rin (korejsky 이채린, v anglickém přepisu Lee Chae-rin, známá také pod zkratkou CL, * 26. února, 1991, Soul) je jihokorejská zpěvačka, rapperka, tanečnice a textařka. Debutovala a proslavila se jako členka dívčí skupiny 2NE1 v roce 2009.
Narodila se v Soulu, ale většinu dětství strávila v Japonsku a Francii, kde se naučila anglicky, francouzsky a japonsky. V roce 2009 debutovala pod společností YG Entertainment zároveň se Sandarou Park, Minzy a Park Bom jako 2NE1.
CL spolupracovala s interprety jako jsou např. BIGBANG, Uhm Jung Hwa, YMGA nebo Teddy Park. Se skupinou 2NE1 vydala 2 mini alba 2NE1 (EP) a 2NE1 2nd Mini Album a jedno plnohodnotné album To Anyone zároveň s jejich japonskou diskografií. Její duet s členkou skupiny Minzy "Please Don't Go" se umístil na 6. místě žebříčku Gaon Chart v listopadu 2009.

## Život a kariéra

### Dětství
CL, také známá jako Lee Chae-rin nebo Faith Lee[zdroj⁠?!] (anglické jméno), se narodila v Soulu v Jižní Jižní Koreji. Vzhledem k otcově povolání jakožto profesora fyziky, se CL jako malé dítě musela stěhovat. Žila ve Francii a Japonsku, kde se naučila anglicky, francouzsky a japonsky.
CL byla praktikantka pod společností JYP Entertainment, kde se spřátelila se Sohee a Yeeun (Wonder Girls), s Junsuem/Jun.K (2PM), Zinger (Secret), Min (Miss A) a solo zpěvákem Jayem Parkem.
V jejím náctiletém období se rodina opět rozhodla k trvalému pobytu v Jižní Koreji.

### 2007–2008: Začátek kariéry
CL-inou první nahrávkou se stal featuring se skupinou BIGBANG "Intro (Hot Issue)" v roce 2007. Později téhož roku měla své první vystoupení na Music Awards se členy téže společnosti YG Entertainment. Její první připsané vystoupení v písni bylo v roce 2008, v písni "DJ" od zpěvačky Uhm Jung Hwy, ve které CL rappovala. CL se také objevila v písni "What" od YMGA jako součást YG Family.

### 2009-2012: Debut v 2NE1
Společnost YG Entertainment prohlásila, že nová skupina bude obsahovat čtyři členky a bude debutovat někdy v květnu 2009. Společnost uvedla, že skupina trénovala čtyři roky a jejich debutové album by obsahovalo písně produkované Teddy Parkem (1TYM) a G/Dragonem (BIGBANG). Název skupiny byl zprvu oznámen jako 21, avšak kvůli zjištění, že již jiný zpěvák tohle jméno vlastní, byla skupina přejmenována na 2NE1, kde NE má značit zkratku pro New Evolution. CL byla vybraná jako leaderka skupiny pro další tři členky Park Bom, Minzy a Sandaru Park.
Skupina spolupracovala s label-mate seniory BIGBANG na písničce "Lollipop". Píseň sklidila okamžitý úspěch, ale stále bylo otázkou, zda je skupina schopna prorazit na vlastní pěst.
2NE1 debutovali na SBS The Music Trend 17. května 2009, kde vystoupily s jejich digitálním singlem Fire produkovaný Teddym Parkem. S vydáním mini-alba 2NE1 (EP) započaly promoce titulní písně I Don't Care. Jejich mini-album zasáhlo třetí příčku Hanteo "Nejlépe prodávaných alb roku 2009" s více než 100,000 prodanými kopiemi.
Po krátké pauze vydaly novou píseň "Follow Me" , která se umístila na prvním místě Gaon Chart pro týden 13. února. Bylo řečeno, že píseň byla překvapením pro thajské fanoušky.
V říjnu téhož roku se skupina vrátila se svým prvním studiovým full-length albem To Anyone., které bylo vydáno 9. září 2010. Promoce započaly souběžně vystoupeními tří písniček z alba: "Clap Your Hands", "Go Away" and "Can't Nobody". Tyto promoce následovalo vydání další písně "It Hurts"  31. října na Halloween. Album získalo obrovský úspěch a 2NE1 celkově vyhrály jedenáctkrát na rozličných hudebních programech. Prodalo se přes 150,000 kopií alba.

### 2013–2015: Sólo kariéra začíná
Její první sólový singl „The Baddest Female“ byl vydán 28. května 2013. Video dosáhlo více než jednoho milionu zhlédnutí za méně než 24 hodin. Singl také umístil na prvním místě na Mnet Asian Music Awards – Best Dance Performance – Female Solo.

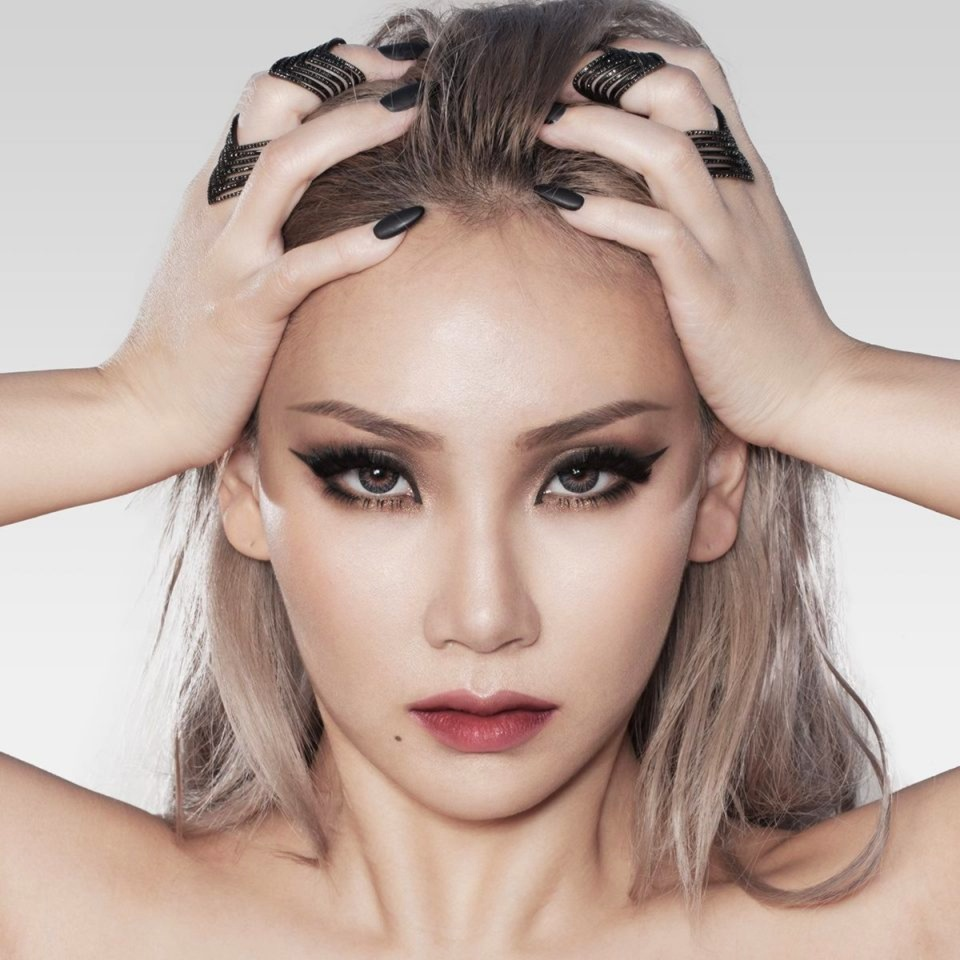
CL na focení pro Hello Bitches v roce 2015

V listopadu 2015 vydala CL svůj první singl „Hello Bitches“, jako upoutávku na její EP Lifted.

## Sólo aktivity
V srpnu 2009 CL spolupracovala s členy YGE G-Dragonem (BIGBANG) a Teddym (1TYM) na písni "The Leaders", což byl featuring na G-Dragonové první sólo desce Heartbreaker. Bylo uvedeno, že CL si svoji vlastní část napsala sama.
V srpnu, po ukončení "I Don't Care" promocí, přerušily svoje působení jako skupina a každá členka vydala vlastní sólo píseň. Nejdříve členka Dara vydala píseň "Kiss", kde měla featuring CL. Píseň se umístila na 5. místě Gaon měsíčníčního žebříčku. Poté CL spolupracovala s členkou Minzy na písni "Please Don't Go". Ze všech tří písni měla nejméně vystoupení, ale i přesto se umístila na 6. místě ke konci měsíce listopad.
28. května 2013 vydala CL svoje vlastní první sólo společně i s hudebním klipem The Baddest Female. Song se během dvou dnů vyšplhal na první příčku v korejských hudebních žebříčcích. Umístil se v žebříčku iTunes ve 14. zemích, mezi které patřila i Česká republika, kde se umístil na 63. místě.
CL se také objevila na písničce Dirty Vibe od producenta Skrillexe, které se nachází na jeho studiovém albu s názvem Recess.